# نينا براء
نينا براء (بالإنجليزية: Nina Bara)‏ هي ممثلة أمريكية، ولدت في 3 مايو 1920 في بوينس آيرس في الأرجنتين، وتوفيت في 15 أغسطس 1990 في غلينديل في الولايات المتحدة.

## وصلات خارجية
- نينا براء على موقع IMDb (الإنجليزية)
- نينا براء على موقع قاعدة بيانات الفيلم (الإنجليزية)